# Evropské hospodářské zájmové sdružení
Evropské hospodářské zájmové sdružení je upraveno zákonem č. 360/2004 Sb., který navazuje na nařízení Rady EHS o zřízení Evropského hospodářského zájmového sdružení č. 2137/85 platné od roku 1985.
Cílem Nařízení je podpora hospodářské spolupráce mezi evropskými podniky, především malými a středními, které by se chtěly podílet na projektech celoevropského rozměru.
EHZS svým členům umožňuje propojit některé ze svých ekonomických aktivit s aktivitami ostatních členů při zachování vlastní ekonomické a právní nezávislosti. Může sloužit jako právní rámec pro koordinaci a organizaci ekonomických aktivit svých členů nebo také může svým jménem vstupovat do smluvních vztahů. K založení a vzniku EHZS je třeba uzavření smlouvy o sdružení a následný zápis do obchodního rejstříku